# Università Carolina
L'Università Carolina (in ceco Univerzita Karlova), nota anche come Università Carolina di Praga (in latino Universitas Carolina Pragensis), Università di Praga o Università Carlo IV, è un'università statale ceca.
Tra le università più antiche d'Europa, fu fondata a Praga nel 1348 dall'allora re di Boemia e futuro imperatore del Sacro Romano Impero Carlo IV di Lussemburgo, a cui è intitolata. Suddivisa in 17 facoltà, con sedi a Praga, Hradec Králové e Plzeň, conta circa 51000 studenti ed è la maggiore università del paese.

## Storia
Fu fondata il 7 aprile 1348 dal re di Boemia Carlo IV di Lussemburgo attraverso la promulgazione della Littera fundationis Universitatis Carolinae Pragensis. L'Università aprì nel 1349, anche grazie ad un forte contributo del clero richiesto dall'arcivescovo di Praga Ernesto di Pardubice (che ne divenne poi cancelliere), riprendendo il modello delle già esistenti università di Bologna e Parigi e venne suddivisa in nationes: la boema, la bavarese, la polacca e la sassone. Al momento della fondazione contava quattro facoltà: Teologia, Arti liberali, Giurisprudenza e Medicina.
Tra il 1417 e il 1622 fu chiamata Karls-Universität, nel 1654 venne unificata con il collegio dei Gesuiti e divenne Università Karl Ferdinand. Nel 1882 fu divisa in un'Università ceca ed in una tedesca. Nel 1920 l'Università ceca venne considerata l'unica erede legale dell'Università tedesca medievale e ribattezzata Univerzita Karlova. L'Università tedesca di Praga continuò ad essere attiva sino al 1945.

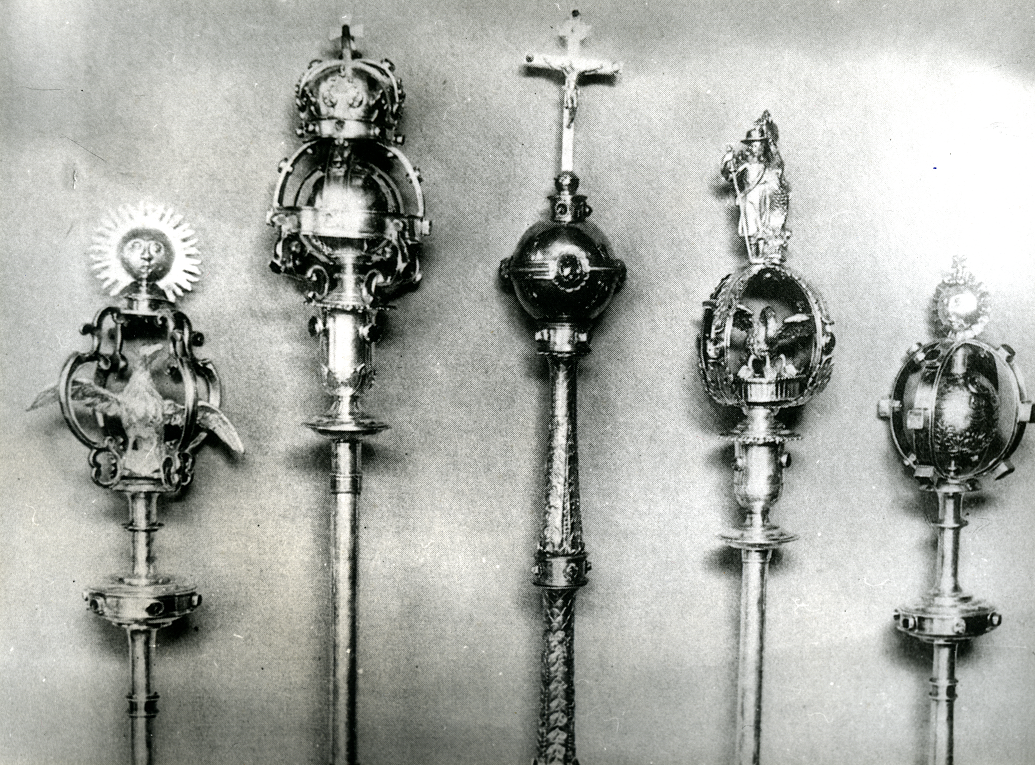
Dettaglio dell'insegna rubata dell'Università Carolina. Da sinistra: Scettro della Facoltà di Teologia, della Facoltà di Giurisprudenza, lo scettro del Rettore, lo scettro della Facoltà di Medicina e della Facoltà di Filosofia.

Alla fine della guerra, nel 1945, i nazisti rubarono le insegne dell'Università Carlo (la catena del rettore, gli scettri storici delle singole facoltà dell'università, documenti storici di fondazione, libri e documenti storici, ecc). Nessuno di questi oggetti storici è stato finora trovato.
Nel 2023 avvenne qui, a opera di uno studente, la più violenta e letale sparatoria di massa nella storia della Repubblica Ceca.